# Doornenkroon (kroon van takken)
De doornenkroon is de kroon gemaakt van de takken van een doornstruik en gegeven aan Jezus Christus, na de geseling in opdracht van Pontius Pilatus. Jezus zei dat hij koning was en daarom trokken de soldaten Hem een purperen mantel (volgens Mattheus scharlaken) aan en zetten ze Hem een doornenkroon op het hoofd, om Hem te bespotten.
De gebeurtenis wordt in de Bijbel vermeld in Matteüs 27:29, Marcus 15:17 en Johannes 19:1-5.
De tekst in Matteüs luidt volgens de Nieuwe Bijbelvertaling als volgt:

De soldaten van de prefect namen Jezus mee naar het pretorium en verzamelden de hele cohort om hem heen. Ze kleedden hem uit en deden hem een scharlakenrode mantel om, ze vlochten een kroon van doorntakken en zetten die op zijn hoofd. Ze gaven hem een rietstok in de rechterhand en vielen voor hem op de knieën. Spottend zeiden ze: 'Gegroet, koning van de Joden', en ze spuwden op hem, pakten hem de rietstok weer af en sloegen hem tegen het hoofd. Nadat ze hem zo hadden bespot, trokken ze hem de mantel uit, deden hem zijn kleren weer aan en leidden hem weg om hem te kruisigen.

Over de doornenkroon wordt in de Bijbel verder niets meer gezegd. Volgens de traditie droeg Jezus de kroon nog steeds terwijl hij het kruis naar Golgotha droeg en toen hij aan het kruis hing. Zo wordt hij door de eeuwen ook afgebeeld in talloze schilderingen en beeldhouwwerken, met doornenkroon.

## Parijs

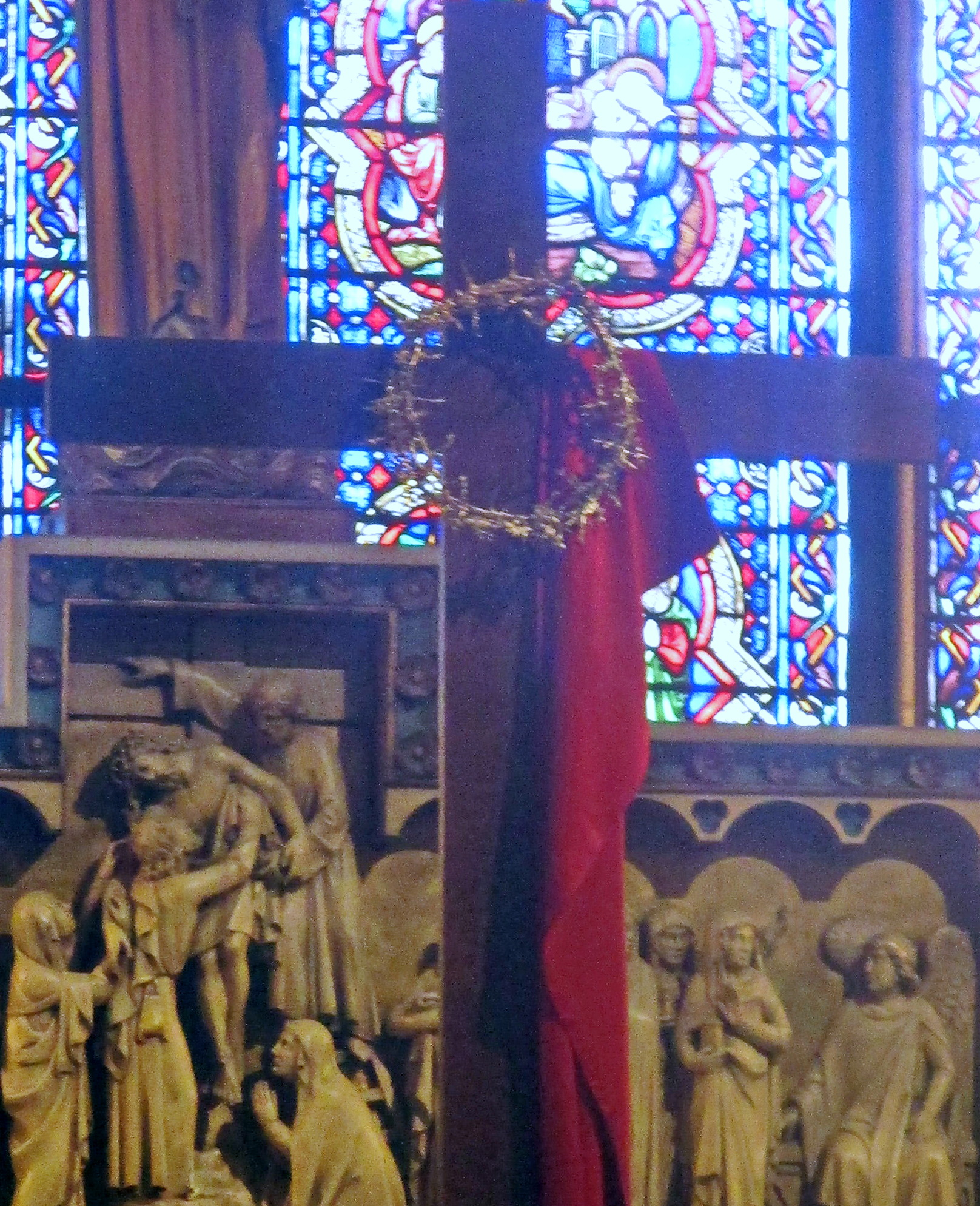
Doornenkroon tijdens een reliekentoning in de Notre-Dame van Parijs

In 1239 verkocht Boudewijn II van Namen, keizer van het Latijnse Keizerrijk, de vermeende doornenkroon van Jezus aan koning Lodewijk IX van Frankrijk, bijgenaamd de heilige. Hierna verkreeg Lodewijk nog enkele belangrijke relikwieën, waaronder een fragment van het Ware Kruis van Christus, de Heilige Lans, enkele druppels van het Heilig Bloed en het zogenaamde Kleed van Edessa. Voor deze schatten liet koning Lodewijk van 1242 tot 1248 de beroemde Sainte-Chapelle bouwen. Het bedrag dat hij voor de doornenkroon betaalde was groter zijn dan de kosten van de bouw van de Sainte-Chapelle. Tijdens de Franse Revolutie werd de kostbare reliekhouder waarin de kroon werd bewaard omgesmolten. Het reliek zelf bleef behouden en werd in 1805 overgedragen aan de kathedraal Notre-Dame van Parijs.
Het relikwie is gevat in een negentiende-eeuwse reliekhouder van goud en bergkristal. De doornenkroon is in de twintigste eeuw diverse malen uit de reliekhouder gehaald en getoond tijdens reliekentoningen in de Notre-Dame, in elk geval in 1939, 1997, 2003, 2014 en 2016. Op 15 april 2019 werd de doornenkroon tijdens de grote brand in de Notre-Dame, samen met andere relikwieën waaronder de spijkers en het stukje hout van het kruis, veilig gesteld. De relikwieën werden zolang de herstelwerkzaamheden duurden in het Louvre ondergebracht.

## Elders
Diverse andere kerken beweren een deel van de doornenkroon te bezitten:
- Maastricht: in de schatkamer van de Onze-Lieve-Vrouwekerk zouden zich twee doornen uit de kroon in separate reliekhouders bevinden.
- Praag: ook in de Wenceslaskroon zou een doorn uit de doornenkroon zijn verwerkt.
- Antwerpen: de Sint-Pauluskerk bezit een zilveren renaissance-reliekhouder van de Heilige Doorn (1650). De eigenlijke reliek uit de doornenkroon was in 1548 door koning Henri II van Valois ten geschenke gegeven aan magister Cornelius van Ertborne, dominicaan in dit klooster.
- Gent: de Sint-Michielskerk bezit een reliek van een Heilige Doorn geschonken door koningin Mary Stuart.[2]